# Pallavolo Padova 2020-2021
Questa voce raccoglie le informazioni riguardanti la Pallavolo Padova nelle competizioni ufficiali della stagione 2020-2021.

## Stagione
Nella stagione 2020-21 la Pallavolo Padova assume la denominazione sponsorizzata di Kioene Padova.
Partecipa per la diciottesima volta alla Superlega; chiude la regular season di campionato all'undicesimo posto in classifica, qualificandosi per i play-off scudetto: arriva fino al turno preliminare, sconfitta dalla You Energy; accede ai play-off per il 5º posto, non passando alla fase finale a seguito del settimo posto nel girone.
È eliminata dalla Coppa Italia nei quarti di finale a seguito della gara persa contro la Lube.

## Organigramma societario
Area direttiva
- Presidente: Giancarlo Bettio
- Vicepresidente: Igino Negro
- Segreteria generale: Stefania Bottaro
- Segreteria: Samuela Schiavon
- Amministrazione: Marzia Paladin
- Team manager: Sandro Camporese
- General manager: Stefano Santuz
- Addetto agli arbitri: Mario Rengruber
- Responsabile palasport: Stefano Santuz
- Dirigente: Riccardo Berto
- Logistica palasport: Alessandro La Torre

Area tecnica
- Allenatore: Jacopo Cuttini
- Allenatore in seconda: Matteo Trolese
- Assistente allenatore: Luca Beccaro
- Scout man: Alberto Salmaso
- Coordinatore settore giovanile: Monica Mezzalira

Area comunicazione
- Ufficio stampa: Alberto Sanavia
- Social media manager: Lucrezia Maso
- Speaker: Stefano Ferrari
- Fotografo: Alessandra Lazzarotto

Area marketing
- Ufficio marketing: Marco Gianesello

Area sanitaria
- Staff medico: Paola Pavan, Davide Tietto
- Fisioterapista: Davide Giulian, Daniele Salvagnini
- Preparatore atletico: Alessio Carraro
- Osteopata: Mirko Pianta

## Rosa
| N° | Nome                | Ruolo | Data di nascita  | Nazionalità sportiva |
| -- | ------------------- | ----- | ---------------- | -------------------- |
| 2  | Leonardo Ferrato    | P     | 25 dicembre 2001 | Italia               |
| 3  | Mattia Gottardo     | L     | 26 febbraio 2001 | Italia               |
| 4  | Pietro Merlo        | S     | 21 giugno 1999   | Italia               |
| 5  | Tonček Štern        | O     | 14 novembre 1995 | Slovenia             |
| 6  | Marco Vitelli       | C     | 4 aprile 1996    | Italia               |
| 7  | Kawika Shoji        | P     | 11 novembre 1987 | Stati Uniti          |
| 9  | Santiago Danani     | L     | 12 dicembre 1995 | Argentina            |
| 10 | Marco Volpato       | C     | 5 maggio 1990    | Italia               |
| 12 | Mattia Bottolo      | S     | 3 gennaio 2000   | Italia               |
| 14 | Sebastiano Milan    | S     | 6 aprile 1995    | Italia               |
| 15 | Alexander Tusch     | P     | 19 novembre 1992 | Austria              |
| 17 | Nicolò Casaro       | O     | 25 ottobre 1994  | Italia               |
| 18 | Andrea Canella      | C     | 19 gennaio 1998  | Italia               |
| 90 | Wojciech Włodarczyk | S     | 28 ottobre 1990  | Polonia              |
| 99 | Francesco Fusaro    | C     | 30 maggio 1999   | Italia               |

## Mercato
| Acquisti | Acquisti            | Acquisti       | Acquisti   |
| R.       | Nome                | da             | Modalità   |
| -------- | ------------------- | -------------- | ---------- |
| S/O      | Sebastiano Milan    | Emma Villas    | definitivo |
| P        | Kawika Shoji        | Asseco Resovia | definitivo |
| O        | Tonček Štern        | Halkbank       | definitivo |
| P        | Alexander Tusch     | Saaremaa       | definitivo |
| C        | Marco Vitelli       | Callipo        | definitivo |
| S        | Wojciech Włodarczyk | Czarni Radom   | definitivo |

| Cessioni | Cessioni             | Cessioni           | Cessioni   |
| R.       | Nome                 | a                  | Modalità   |
| -------- | -------------------- | ------------------ | ---------- |
| S        | Ryley Barnes         | ?                  | definitivo |
| L        | Nicolò Bassanello    | Team Club          | definitivo |
| P        | Francesco Cottarelli | Prisma Taranto     | definitivo |
| O        | Fernando Hernández   | Halkbank           | definitivo |
| S        | Yūki Ishikawa        | Powervolley Milano | definitivo |
| C        | Alberto Polo         | You Energy         | definitivo |
| S        | Luigi Randazzo       | Top Volley Latina  | definitivo |
| P        | Dragan Travica       | Sir Safety Perugia | definitivo |

## Risultati

### Superlega

#### Girone di andata
| 1ª giornata - 27 settembre 2020 PalaSanLazzaro, Padova                  | Padova             | 0 - 3 | Trentino           | 25-27, 15-25, 24-26               |
| 2ª giornata - 4 ottobre 2020 Palazzetto dello Sport, Cisterna di Latina | Top Volley Latina  | 0 - 3 | Padova             | 22-25, 16-25, 18-25               |
| 3ª giornata - 7 ottobre 2020 PalaEvangelisti, Perugia                   | Sir Safety Perugia | 3 - 0 | Padova             | 25-18, 25-14, 25-21               |
| 4ª giornata - 11 ottobre 2020 PalaSanLazzaro, Padova                    | Padova             | 1 - 3 | Callipo            | 23-25, 24-26, 25-23, 22-25        |
| 5ª giornata - 14 ottobre 2020 PalaSanLazzaro, Padova                    | Padova             | 2 - 3 | Milano             | 28-26, 25-15, 12-25, 24-26, 14-16 |
| 6ª giornata - 18 ottobre 2020 PalaCivitanova, Civitanova Marche         | Lube               | 3 - 0 | Padova             | 25-11, 25-20, 25-14               |
| 7ª giornata - 25 ottobre 2020 PalaSanLazzaro, Padova                    | Padova             | 1 - 3 | Modena             | 17-25, 23-25, 25-21, 18-25        |
| 8ª giornata - 1º novembre 2020 PalaBanca, Piacenza                      | You Energy         | 3 - 1 | Padova             | 16-25, 25-20, 25-19, 25-22        |
| 9ª giornata - 7 novembre 2020 PalaSanLazzaro, Padova                    | Padova             | 2 - 3 | Powervolley Milano | 16-25, 25-21, 15-25, 25-18, 11-15 |
| 10ª giornata - 17 dicembre 2020 PalaSanLazzaro, Padova                  | Padova             | 1 - 3 | Porto Robur Costa  | 24-26, 25-27, 25-22, 22-25        |
| 11ª giornata - 22 novembre 2020 PalaOlimpia, Verona                     | NBV                | 1 - 3 | Padova             | 21-25, 27-25, 23-25, 33-35        |

#### Girone di ritorno
| 12ª giornata - 13 gennaio 2020 PalaTrento, Trento             | Trentino           | 3 - 0 | Padova             | 25-13, 25-22, 35-33               |
| 13ª giornata - 6 dicembre 2020 PalaSanLazzaro, Padova         | Padova             | 3 - 1 | Top Volley Latina  | 25-18, 20-25, 25-16, 27-25        |
| 14ª giornata - 14 dicembre 2020 PalaSanLazzaro, Padova        | Padova             | 0 - 3 | Sir Safety Perugia | 24-26, 23-25, 15-25               |
| 15ª giornata - 20 dicembre 2020 PalaMaiata, Vibo Valentia     | Callipo            | 3 - 0 | Padova             | 26-24, 25-22, 27-25               |
| 16ª giornata - 30 dicembre 2020 Palazzetto dello Sport, Monza | Milano             | 3 - 2 | Padova             | 23-25, 25-23, 21-25, 25-11, 15-13 |
| 17ª giornata - 2 gennaio 2021 PalaSanLazzaro, Padova          | Padova             | 0 - 3 | Lube               | 23-25, 22-25, 18-25               |
| 18ª giornata - 14 novembre 2021 PalaPanini, Modena            | Modena             | 3 - 0 | Padova             | 25-23, 25-17, 30-28               |
| 19ª giornata - 17 gennaio 2021 PalaSanLazzaro, Padova         | Padova             | 2 - 3 | You Energy         | 26-24, 25-17, 26-28, 16-25, 11-15 |
| 20ª giornata - 24 gennaio 2021 Palalido, Milano               | Powervolley Milano | 3 - 1 | Padova             | 26-28, 25-22, 25-17, 25-20        |
| 21ª giornata - 3 febbraio 2021 PalaDeAndré, Ravenna           | Porto Robur Costa  | 3 - 1 | Padova             | 27-25, 25-17, 19-25, 25-22        |
| 22ª giornata - 7 febbraio 2021 PalaSanLazzaro, Padova         | Padova             | 3 - 2 | NBV                | 23-25, 25-23, 25-22, 13-25, 15-10 |

#### Play-off scudetto
| Turno preliminare (gara 1) - 21 febbraio 2021 PalaBanca, Piacenza    | You Energy | 3 - 1 | Padova     | 22-25, 25-22, 25-19, 32-30 |
| Turno preliminare (gara 2) - 28 febbraio 2021 PalaSanLazzaro, Padova | Padova     | 1 - 3 | You Energy | 17-25, 20-25, 25-22, 20-25 |

#### Play-off 5º posto
| 1ª giornata - 28 marzo 2020 Palalido, Milano        | Powervolley Milano | 3 - 2 | Padova            | 16-25, 25-20, 22-25, 25-17, 15-9 |
| 2ª giornata - 31 marzo 2020 Carisport, Cesena       | Porto Robur Costa  | 3 - 1 | Padova            | 25-19, 21-25, 25-23, 25-17       |
| 3ª giornata - 3 aprile 2020 PalaSanLazzaro, Padova  | Padova             | 3 - 0 | Callipo           | 25-22, 27-25, 25-19              |
| 4ª giornata - 7 aprile 2020 PalaOlimpia, Verona     | NBV                | 3 - 0 | Padova            | 25-19, 25-20, 25-22              |
| 5ª giornata - 10 aprile 2020 PalaSanLazzaro, Padova | Padova             | 3 - 0 | Top Volley Latina | 25-17, 25-19, 25-15              |
| 6ª giornata - 15 aprile 2020 PalaSanLazzaro, Padova | Padova             | 1 - 3 | You Energy        | 25-23, 18-25, 19-25, 19-25       |
| 7ª giornata - 18 aprile 2020 PalaPanini, Modena     | Modena             | 3 - 1 | Padova            | 25-19, 25-21, 22-25, 25-21       |

### Coppa Italia

#### Fase a gironi
| 1ª giornata - 13 settembre 2020 PalaDeAndré, Ravenna   | Porto Robur Costa | 2 - 3 | Padova            | 19-25, 25-21, 25-23, 32-34, 7-15  |
| 2ª giornata - 20 settembre 2020 PalaSanLazzaro, Padova | Padova            | 3 - 1 | You Energy        | 25-19, 23-25, 26-24, 25-21        |
| 3ª giornata - 23 settembre 2020 PalaSanLazzaro, Padova | Padova            | 3 - 2 | Top Volley Latina | 20-25, 25-21, 19-25, 25-23, 15-13 |

#### Fase a eliminazione diretta
| Quarti di finale - 27 gennaio 2021 PalaCivitanova, Civitanova Marche | Lube | 3 - 0 | Padova | 25-13, 25-12, 25-16 |

## Statistiche

### Statistiche di squadra
| Competizione | Punti | In casa | In casa | In casa | In trasferta | In trasferta | In trasferta | Totale | Totale | Totale |
| Competizione | Punti | G       | V       | P       | G            | V            | P            | G      | V      | P      |
| ------------ | ----- | ------- | ------- | ------- | ------------ | ------------ | ------------ | ------ | ------ | ------ |
| Superlega    | 15/7  | 15      | 4       | 11      | 16           | 2            | 14           | 31     | 6      | 25     |
| Coppa Italia | 7     | 2       | 2       | 0       | 2            | 1            | 1            | 4      | 3      | 1      |
| Totale       | -     | 17      | 6       | 11      | 18           | 3            | 15           | 35     | 9      | 26     |

G = partite giocate; V = partite vinte; P = partite perse

### Statistiche dei giocatori
| Giocatore     | Superlega | Superlega | Superlega | Superlega | Superlega | Coppa Italia | Coppa Italia | Coppa Italia | Coppa Italia | Coppa Italia | Totale | Totale | Totale | Totale | Totale |
| Giocatore     | P         | PT        | AV        | MV        | BV        | P            | PT           | AV           | MV           | BV           | P      | PT     | AV     | MV     | BV     |
| ------------- | --------- | --------- | --------- | --------- | --------- | ------------ | ------------ | ------------ | ------------ | ------------ | ------ | ------ | ------ | ------ | ------ |
| M. Bottolo    | 30        | 387       | 326       | 34        | 27        | 4            | 26           | 4            | 1            | 1            | 34     | 413    | 350    | 35     | 28     |
| A. Canella    | 16        | 50        | 40        | 9         | 1         | 2            | 4            | 3            | 1            | 0            | 18     | 54     | 43     | 10     | 1      |
| N. Casaro     | 24        | 74        | 65        | 2         | 7         | 3            | 2            | 1            | 0            | 1            | 27     | 76     | 66     | 2      | 8      |
| S. Danani     | 25        | 0         | 0         | 0         | 0         | 4            | 0            | 0            | 0            | 0            | 29     | 0      | 0      | 0      | 0      |
| L. Ferrato    | 18        | 22        | 6         | 9         | 7         | 2            | 2            | 1            | 1            | 0            | 20     | 24     | 7      | 10     | 7      |
| F. Fusaro     | 9         | 22        | 17        | 3         | 2         | 0            | 0            | 0            | 0            | 0            | 9      | 22     | 17     | 3      | 2      |
| M. Gottardo   | 7         | 0         | 0         | 0         | 0         | 1            | 0            | 0            | 0            | 0            | 8      | 0      | 0      | 0      | 0      |
| P. Merlo      | 29        | 25        | 18        | 3         | 4         | 3            | 2            | 0            | 0            | 2            | 32     | 27     | 18     | 3      | 6      |
| S. Milan      | 23        | 60        | 54        | 2         | 4         | 4            | 28           | 22           | 1            | 5            | 27     | 88     | 76     | 3      | 9      |
| K. Shoji      | 20        | 50        | 17        | 17        | 16        | 3            | 15           | 5            | 2            | 8            | 23     | 65     | 22     | 19     | 24     |
| T. Štern      | 30        | 426       | 373       | 24        | 29        | 4            | 75           | 66           | 3            | 6            | 34     | 501    | 439    | 27     | 35     |
| A. Tusch      | 10        | 11        | 6         | 0         | 5         | -            | -            | -            | -            | -            | 10     | 11     | 6      | 0      | 5      |
| M. Vitelli    | 29        | 240       | 146       | 56        | 38        | 4            | 35           | 25           | 7            | 3            | 33     | 275    | 171    | 63     | 41     |
| M. Volpato    | 25        | 129       | 97        | 29        | 3         | 4            | 25           | 14           | 10           | 1            | 29     | 154    | 111    | 39     | 4      |
| W. Włodarczyk | 28        | 274       | 224       | 26        | 24        | 4            | 43           | 31           | 10           | 2            | 32     | 317    | 255    | 36     | 26     |

P = presenze; PT = punti totali; AV = attacchi vincenti; MV = muri vincenti; BV = battute vincenti